# The Shooter
The Shooter é um filme estadunidense de ação de 1995 dirigido por Ted Kotcheff e estrelado por Dolph Lundgren.

## Sinopse
Dolph Lundgren é um agente da CIA contratado para resolver o assassinato de um embaixador de Cuba.

## Elenco
- Dolph Lundgren ...  Michael Dane
- Maruschka Detmers ...  Simone Rosset
- Assumpta Serna ...  Marta
- Gavan O'Herlihy ...  Dick Powell
- John Ashton ...  Alex Reed
- Simón Andreu ...  Alberto Torena
- Pablo Scola ...  Belgado
- Petr Drozda ...  Marcus